# Grupno prvenstvo Splitskog nogometnog podsaveza 1958./59.
Grupno prvenstvo Splitskog nogometnog podsaveza je u sezoni 1958./59. predstavljalo ligu četvrtog ranga nogometmog prvenstva Jugoslavije. 

## I. grupa

### Ljestvica
| mj. | klub               | ut. | pob. | ner. | por. | gol+ | gol- | GR  | bod |
| --- | ------------------ | --- | ---- | ---- | ---- | ---- | ---- | --- | --- |
| 1.  | Omiš               | 9   | 7    | 1    | 1    | 31   | 10   | +21 | 15  |
| 2.  | Nada Split         | 9   | 6    | 2    | 1    | 38   | 7    | +31 | 14  |
| 3.  | Šator Glamoč       | 9   | 4    | 2    | 3    | 22   | 28   | -6  | 10  |
| 4.  | Primorac Stobreč   | 9   | 2    | 2    | 5    | 16   | 33   | -17 | 6   |
| 5.  | Kolektivac Postira | 9   | 2    | 1    | 6    | 19   | 27   | -8  | 5   |
| 6.  | Uskok Klis         | 5   | 0    | 0    | 5    | 6    | 28   | -22 | 0   |

- "Uskok" je odustao od daljnjeg natjecanja.
- "Šator" – klub iz Bosne i Hercegovine

### Rezultatska križaljka
| kratica | klub               | KOL | NADA | OMIŠ | PRI | ŠAT | USK |
| --- | ------------------ | --- | ---- | ---- | --- | --- | --- |
| KOL | Kolektivac Postira |     |      |      |     |     |     |
| NADA | Nada Split         |     |      |      |     |     |     |
| OMIŠ | Omiš               |     |      |      |     |     |     |
| PRI | Primorac Stobreč   |     |      |      |     |     |     |
| ŠAT | Šator Glamoč       |     |      |      |     |     |     |
| USK | Uskok Klis         |     |      |      |     |     |     |
| |                    |     |      |      |     |     |     |
| podebljan rezultat - utakmice od 1. do 5. kola (1. utakmica između klubova) rezultat normalne debljine - utakmice od 6. do 10. kola (2. utakmica između klubova) rezultat nakošen - nije vidljiv redoslijed odigravanja međusobnih utakmica iz dostupnih izvora rezultat nakošen i smanjen * - iz dostupnih izvora nije uočljiv domaćin susreta prekrižen rezultat - poništena ili brisana utakmica p - utakmica prekinuta 3:0 p.f. / 0:3 p.f. - rezultat 3:0 bez borbe |                    |     |      |      |     |     |     |

 Izvori: 

## II. grupa

### Ljestvica
| mj. | klub                      | ut. | pob. | ner. | por. | gol+ | gol- | GR  | bod |
| --- | ------------------------- | --- | ---- | ---- | ---- | ---- | ---- | --- | --- |
| 1.  | Jugovinil Kaštel Gomilica | 9   | 8    | 0    | 1    | 43   | 11   | +32 | 16  |
| 2.  | Troglav Livno             | 9   | 7    | 0    | 2    | 44   | 14   | +30 | 14  |
| 3.  | Sloga Mravince            | 9   | 4    | 1    | 4    | 31   | 30   | +1  | 9   |
| 4.  | Sjever Split              | 9   | 2    | 1    | 6    | 14   | 31   | -17 | 5   |
| 5.  | Borac Glavice             | 5   | 2    | 0    | 3    | 14   | 12   | +2  | 4   |
| 6.  | Proleter Dugopolje        | 9   | 1    | 0    | 8    | 11   | 59   | -48 | 2   |

- "Borac" iz Glavica – odustali u drugom dijelu lige
- "Troglav" iz Livna  – klub iz Bosne i Hercegovine

### Rezultatska križaljka
| kratica | klub                      | BOR | JUG | PRO | SJE | SLO | TRO |
| --- | ------------------------- | --- | --- | --- | --- | --- | --- |
| BOR | Borac Glavice             |     |     |     |     |     |     |
| JUG | Jugovinil Kaštel Gomilica |     |     |     |     |     |     |
| PRO | Proleter Dugopolje        |     |     |     |     |     |     |
| SJE | Sjever Split              |     |     |     |     |     |     |
| SLO | Sloga Mravince            |     |     |     |     |     |     |
| TRO | Troglav Livno             |     |     |     |     |     |     |
| |                           |     |     |     |     |     |     |
| podebljan rezultat - utakmice od 1. do 5. kola (1. utakmica između klubova) rezultat normalne debljine - utakmice od 6. do 10. kola (2. utakmica između klubova) rezultat nakošen - nije vidljiv redoslijed odigravanja međusobnih utakmica iz dostupnih izvora rezultat nakošen i smanjen * - iz dostupnih izvora nije uočljiv domaćin susreta prekrižen rezultat - poništena ili brisana utakmica p - utakmica prekinuta 3:0 p.f. / 0:3 p.f. - rezultat 3:0 bez borbe |                           |     |     |     |     |     |     |

 Izvori: 

## III. grupa

### Ljestvica
| mj. | klub             | ut. | pob. | ner. | por. | gol+ | gol- | bod |
| --- | ---------------- | --- | ---- | ---- | ---- | ---- | ---- | --- |
| 1.  | Radnički Šibenik | 10  | 5    | 3    | 2    | 26   | 13   | 13  |
| 2.  | DOŠK Drniš       | 10  | 6    | 1    | 3    | 26   | 16   | 13  |
| 3.  | Dinara Knin      | 10  | 4    | 4    | 2    | 16   | 12   | 12  |
| 4.  | Velebit Benkovac | 10  | 4    | 3    | 3    | 24   | 26   | 11  |
| 5.  | Omladinac Zadar  | 10  | 2    | 3    | 5    | 18   | 22   | 7   |
| 6.  | SOŠK Skradin     | 10  | 1    | 2    | 7    | 9    | 30   | 4   |

- "Radnički prvak zbog bolje gol-razlike

### Rezultatska križaljka
| kratica | klub             | DIN | DOŠK | OML | RAD | SOŠK | VEL |
| --- | ---------------- | --- | ---- | --- | --- | ---- | --- |
| DIN | Dinara Knin      |     |      |     |     |      |     |
| DOŠK | DOŠK Drniš       |     |      |     |     |      |     |
| OML | Omladinac Zadar  |     |      |     |     |      |     |
| RAD | Radnički Šibenik |     |      |     |     |      |     |
| SOŠK | SOŠK Skradin     |     |      |     |     |      |     |
| VEL | Velebit Benkovac |     |      |     |     |      |     |
| |                  |     |      |     |     |      |     |
| podebljan rezultat - utakmice od 1. do 5. kola (1. utakmica između klubova) rezultat normalne debljine - utakmice od 6. do 10. kola (2. utakmica između klubova) rezultat nakošen - nije vidljiv redoslijed odigravanja međusobnih utakmica iz dostupnih izvora rezultat nakošen i smanjen * - iz dostupnih izvora nije uočljiv domaćin susreta prekrižen rezultat - poništena ili brisana utakmica p - utakmica prekinuta 3:0 p.f. / 0:3 p.f. - rezultat 3:0 bez borbe |                  |     |      |     |     |      |     |

 Izvori: 

## IV. grupa

### Ljestvica
| mj. | klub            | ut. | pob. | ner. | por. | gol+ | gol- | bod |
| --- | --------------- | --- | ---- | ---- | ---- | ---- | ---- | --- |
| 1.  | Naprijed Vis    | 6   | 4    | 0    | 2    | 16   | 8    | 8   |
| 2.  | Jadran Komiža   | 6   | 4    | 0    | 2    | 16   | 11   | 8   |
| 3.  | Zmaj Blato      | 6   | 3    | 1    | 2    | 11   | 8    | 7   |
| 4.  | Istok Podšpilje | 6   | 0    | 1    | 5    | 3    | 14   | 1   |

### Rezultatska križaljka
| kratica | klub            | IST | NAP | JAD | ZMAJ |
| --- | --------------- | --- | --- | --- | ---- |
| IST | Istok Podšpilje |     |     |     |      |
| JAD | Jadran Komiža   |     |     |     |      |
| NAP | Naprijed Vis    |     |     |     |      |
| ZMAJ | Zmaj Blato      |     |     |     |      |
| |                 |     |     |     |      |
| podebljan rezultat - utakmice od 1. do 3. kola (1. utakmica između klubova) rezultat normalne debljine - utakmice od 4. do 6. kola (2. utakmica između klubova) rezultat nakošen - nije vidljiv redoslijed odigravanja međusobnih utakmica iz dostupnih izvora rezultat nakošen i smanjen * - iz dostupnih izvora nije uočljiv domaćin susreta prekrižen rezultat - poništena ili brisana utakmica p - utakmica prekinuta 3:0 p.f. / 0:3 p.f. - rezultat 3:0 bez borbe |                 |     |     |     |      |

 Izvori: 